# Huixtla
La città di Huixtla è a capo dell'omonimo comune, nello stato del Chiapas, Messico. Conta 30 407 abitanti secondo le stime del censimento del 2005 e le sue coordinate sono 15°08'N 92°27'W.

## Storia
L'attuale città di Huixtla fu fondata con il nome di Huiztlán nel 1486 come villaggio per la riscossione dei tributi degli Aztechi.

Dal 1983, in seguito alla divisione del Sistema de Planeación, è ubicata nella regione economica VIII: SOCONUSCO.
Nel 1998 e nel 2005 ci sono state inondazioni che hanno gravemente danneggiato alcune località del comune.

## Toponimia
Huixtla in lingua náhuatl significa "Luogo dove abbondano le lische".